# Loranitschkia viticola
Loranitschkia viticola är en svampart som beskrevs av Lar.N. Vassiljeva 1990. Loranitschkia viticola ingår i släktet Loranitschkia och familjen Nitschkiaceae.   Inga underarter finns listade i Catalogue of Life.